# Martin Meiser
Martin Meiser (* 1957 in Bamberg) ist ein deutscher evangelischer Theologe und Hochschullehrer.

## Leben
Nach dem Studium der Evangelischen Theologie in Neuendettelsau, Hamburg, Tübingen und München war er von 1983 bis 1991 im Pfarrdienst in der bayerischen Landeskirche tätig. Von 1991 bis 2001 war er Assistent und Oberassistent am Lehrstuhl für Neutestamentliche Wissenschaft (Otto Merk) in Erlangen. Nach der Promotion 1992 und der Habilitation 1996 im Fach Neues Testament war er von 2001 bis 2006 Assistent in Mainz am Lehrstuhl für Alte Kirchengeschichte (Gerhard May). Seit 2007 ist er Mitarbeiter bei Wolfgang Kraus an der Universität des Saarlandes.
Seine Forschungsschwerpunkte sind Septuaginta und altkirchliche Schriftauslegung.

## Schriften (Auswahl)
- Paul Althaus als Neutestamentler. Eine Untersuchung der Werke, Briefe, unveröffentlichten Manuskripte und Randbemerkungen (= Calwer theologische Monographien. Reihe A, Bibelwissenschaft. 15). Calwer Verlag, Stuttgart 1993, ISBN 3-7668-0745-5 (Dissertation).
- Die Reaktion des Volkes auf Jesus. Eine redaktionskritische Untersuchung zu den synoptischen Evangelien (= Beihefte zur Zeitschrift für die neutestamentliche Wissenschaft. 96). de Gruyter, Berlin 1998, ISBN 3-11-016364-0 (Habilitationsschrift).
- Judas Iskariot. Einer von uns. Evangelische Verlagsanstalt, Leipzig 2004, ISBN 3-374-02215-4.
- Galater. Dem Gedenken an Gerhard May. Vandenhoeck & Ruprecht, Göttingen 2007, ISBN 3-525-53988-6.
- The Septuagint and its reception. Collected essays. Mohr Siebeck, Tübingen 2022, ISBN 978-3-16-154917-5.
- Der Brief des Paulus an die Galater (= Theologischer Handkommentar zum Neuen Testament. Bd. 9). Evangelische Verlagsanstalt, Leipzig 2022, ISBN 978-3-374-07037-4.